# (40230) Rožmberk
(40230) Rožmberk est un astéroïde de la ceinture principale.

## Description
(40230) Rozmberk est un astéroïde de la ceinture principale. Il fut découvert le 14 octobre 1998 à l'Observatoire Kleť par Miloš Tichý. Il présente une orbite caractérisée par un demi-grand axe de 3,17 UA, une excentricité de 0,19 et une inclinaison de 2,5° par rapport à l'écliptique.

## Compléments